# Duliby (obwód tarnopolski)
Duliby (ukr. Дуліби) – wieś na Ukrainie, w obwodzie tarnopolskim, w rejonie czortkowskim. W 2001 roku liczyła 855 mieszkańców. Przez wieś przebiega droga terytorialna T2016. Wieś jest siedzibą rady wiejskiej.

## Historia
Pierwsza wzmianka pochodzi z 28 lipca 1373 lub 1379 roku.
Właścicielem większości posiadłości ziemskich we wsi był Franciszek Wolański.
W II Rzeczypospolitej miejscowość należała do gminy Jazłowiec  w powiecie buczackim, w województwie tarnopolskim. W 1939 r. wieś liczyła ponad 1246 mieszkańców, z których zdecydowana większość była Polakami. Działała tu silna polska samoobrona. Od 1944 r. był też posterunek istriebitielnego batalionu. W latach 1943–1945 nacjonaliści ukraińscy z OUN-UPA zamordowali w wiosce łącznie 9 Polaków.
Od 24 grudnia 1986 wieś jest siedzibą rady wiejskiej.

## Zabytki
- pomnik Najświętszej Marii Panny

## Ludzie
- Longin Mroczkowski – szacownik sądowy dóbr tabularnych C. K. sądu obwodowego w Tarnopolu dla byłego obwodu Czortkowskiego (m.in. w 1879[7]).